# Karel van Mander
Karel van Mander (Meulebeke, Nyugat-Flandria, 1548. május – Amszterdam, 1606. szeptember 11.) holland költő, író, festő és illusztrátor, a németalföldiek Vasarija.

## Élete, munkássága
Haarlemben élt, ahol Cornelis Cornelisz-szal és Hendrik Goltzius-szal rajzakadémiát alapított, többeknek, köztük Frans Halsnak volt a mestere. A vallásháborúk miatt kellett menekülnie Haarlemből, több helyen próbált megtelepedni, végül Amszterdamban élt és munkálkodott. Kevés fennmaradt hiteles festménye a manierista stílust, a természet ábrázolásának szeretetét és a figurális ábrázolásban való tehetségét mutatja. Fennmaradt kötete, amelyet ahogyan Vasari írt a firenzei festőkről, ennek a mintájára írt a németalföldi festőkről.
Kötetének címe: Het Schilderboeck. (=Hírneves németalföldi és német festők élete). Haarlem, 1607. Francia (Párizs, 1884–85), német (München - Leipzig, 1906) nyelven is közreadták, 1987-ben magyar nyelven is napvilágot látott egy rövidített kiadás. Nélkülözhetetlen forrásmunka a németalföldi művészettörténet, a németalföldi festők életének és munkásságának tanulmányozásához.

## Köteteiből
- Das Lehrgedicht[7] / Karel van Mander ; Text Übers. und Komm. von R. Hoecker. Den Haag : Martinus Nijhoff, 1916. 478 p.
- Het schilder-soeck waer in voor eerst de leerlustighe jueght den grondit der edel vry schilderconst in verscheyden deelen wort voorghedraghen (átdolg.)

### Magyarul
- Hírneves németalföldi és német festők élete; vál. Végh János, ford. Szondi Béla, versford. Weöres Sándor; Helikon, Bp., 1987, 191 p., 44 t.

## Galéria

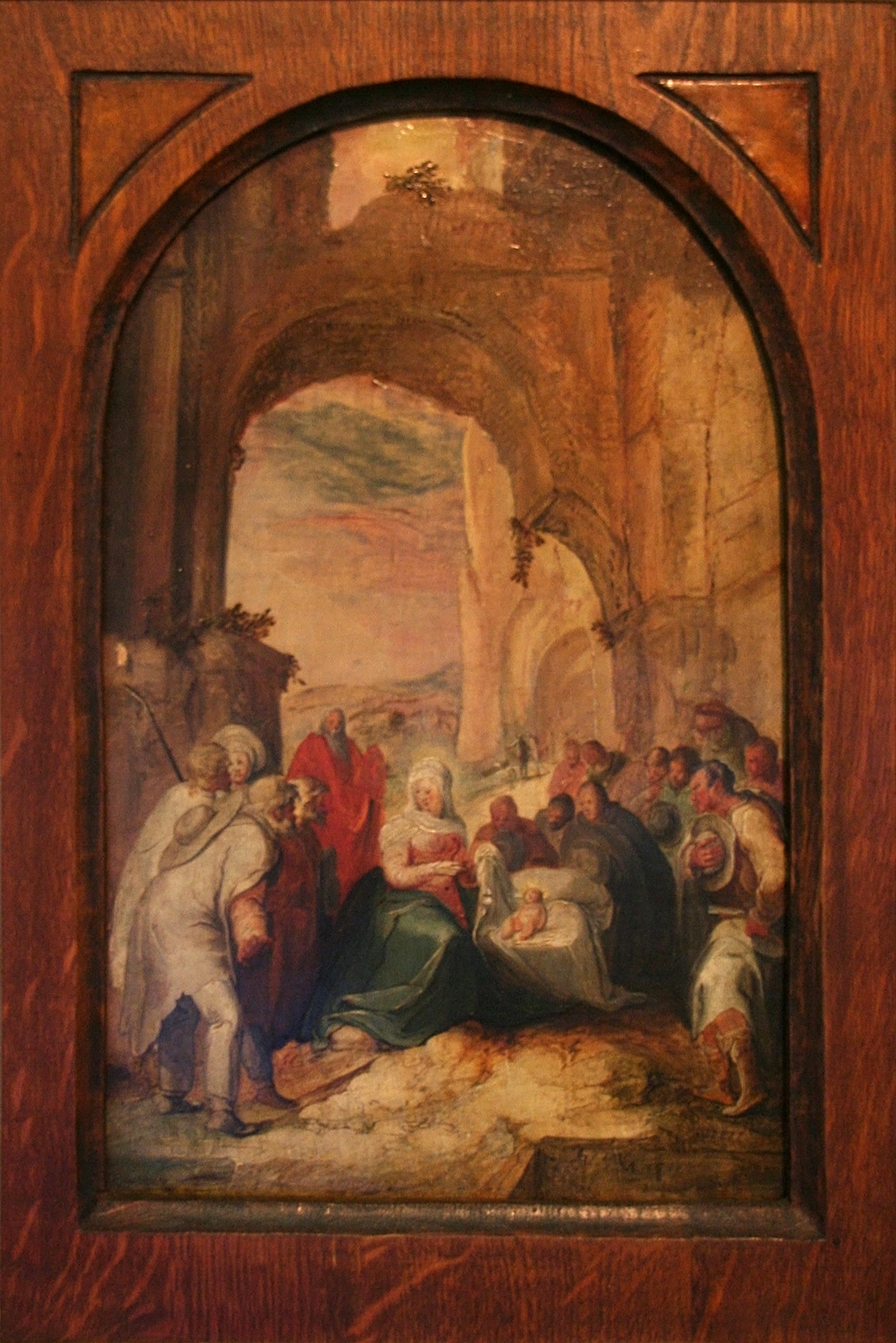
A pásztorok imádása (1596, Nemzeti Galéria, Prága)
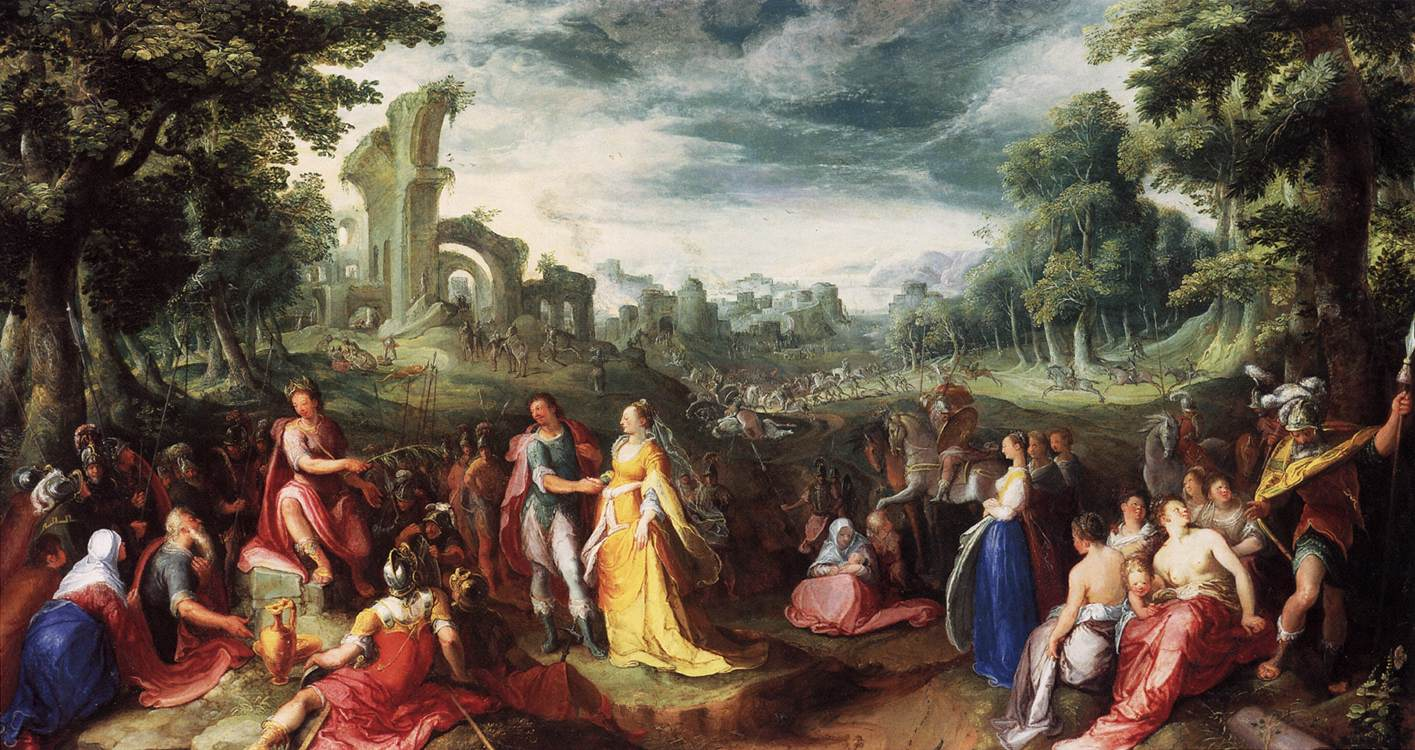
A természet allegóriája (1600; Rijksmuseum, Amszterdam)
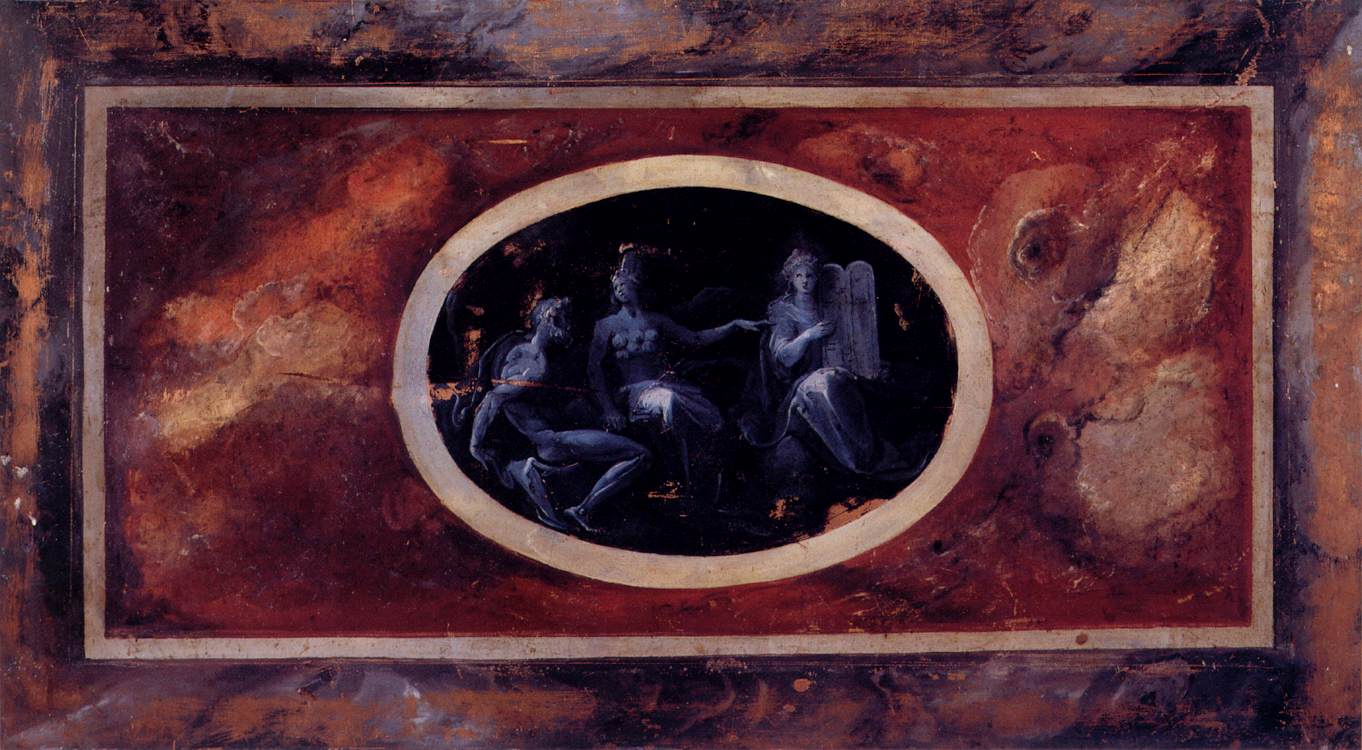
A természet allegóriája (1600;  	Rijksmuseum, Amszterdam)
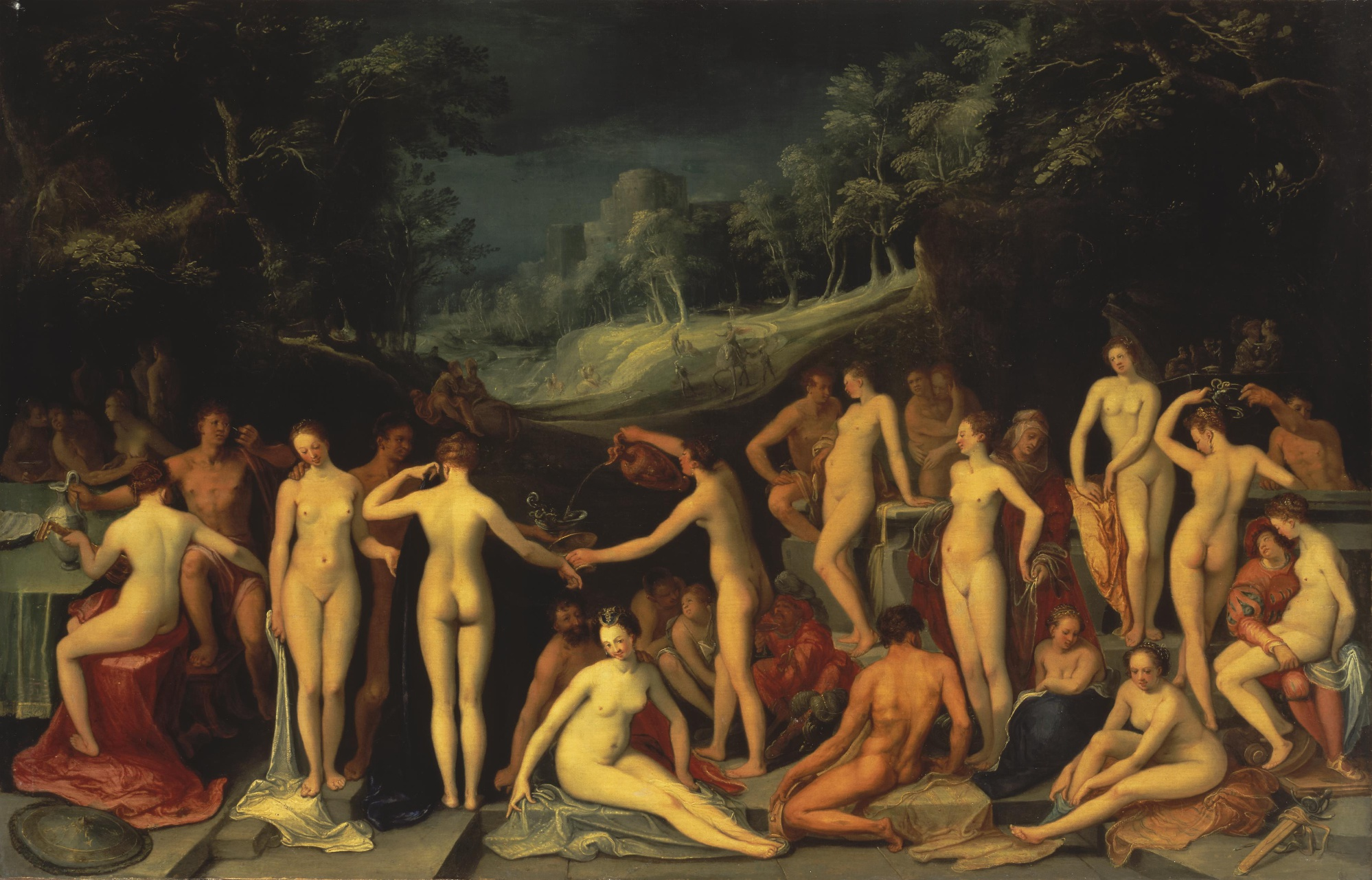
A szerelem kertje (1602)
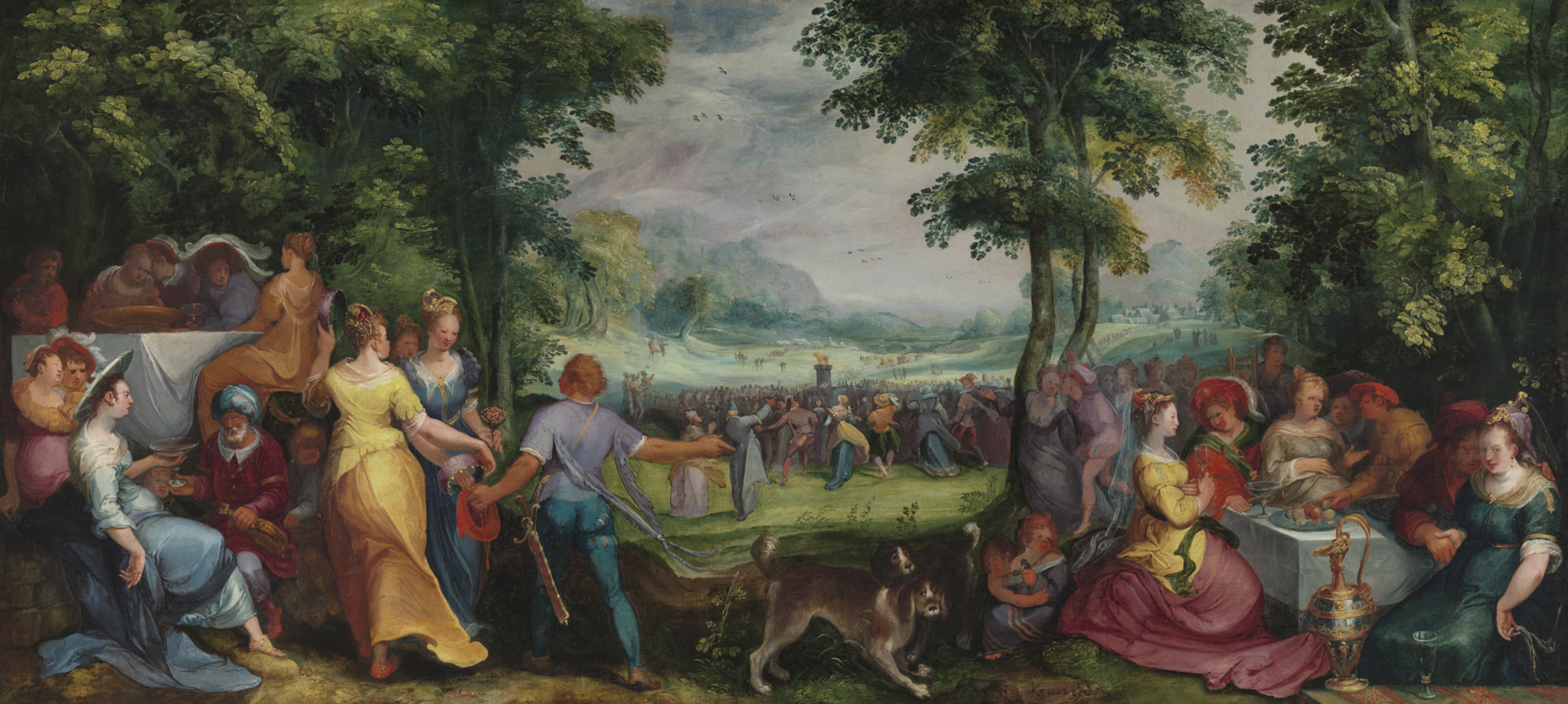
Tánc az aranyborjú körül (16. század második fele; Frans Hals Museum, Haarlem)